# الدوري الشمالي لكرة القدم 1923–24
الدوري الشمالي لكرة القدم 1923–24 (بالإنجليزية: 1923–24 Northern Football League)‏ هو موسم من الدوري الشمالي لكرة القدم ‏. فاز فيه تولو تاون ‏.